# Amphidamas (Argonaute)
Pour l’article homonyme, voir Amphidamas.
Dans la mythologie grecque, Amphidamas (en grec ancien Ἀμφιδάμας) est un célèbre chasseur, Argonaute, père de Mélanion, prince de Tégée en Arcadie, et de Clitonymos, que tua Patrocle, cause de l'exil de ce dernier à la cour du roi Pélée.

## Mythe
Fils d'Aléos, présent lors de la chasse au Sanglier de Calydon, il est également présent lors de la lutte d'Héraclès contre les oiseaux du lac Stymphale, le sixième de ses travaux.

## Sources
Apollonios de Rhodes, Argonautiques [détail des éditions] [lire en ligne] (Livre III)